# François Gabin
Pour les articles homonymes, voir Gabin.
François Gabin (1957, Paris) est un peintre français, fréquentant Montmartre et la Bretagne.

## Biographie
Né à Paris en 1957, d'un père parisien et d'une mère bretonne, François Gabin partage ses jeunes années entre l'Oise et le Morbihan. 
Il commence sa vie professionnelle dans le domaine de la décoration tout en cultivant son attrait pour la mer et la navigation.
Sensible au travail du peintre montmartrois Georges Ballerat, Gabin en devient l'élève assidu à l'âge de 24 ans. 
C'est en côtoyant l'artiste et en partageant son atelier qu'il affûte son regard et enrichit ses connaissances sur la peinture. Celle-ci devient dès lors sa principale activité.
En 1986, il part vivre aux États-Unis. Il expose à Chicago et à Park City (Utah).
De retour en Bretagne en 1994, il ouvre un atelier à Belz puis à Auray. Il s'inspire alors des paysages marins du Morbihan comme Saint Cado qu'il affectionne tout particulièrement. 
Depuis 2002, François Gabin travaille et expose en Bretagne et à Paris.

## Créateur d'atmosphère
Un soupçon de nostalgie bienfaitrice nous envahit au seul regard jeté sur ses p'tits cafés, estaminets gouailleurs qui fleurent bon l'apéro, le beurre d'escargots, la violette de Lulu.
 
Les coins de rues "javazent" et "jazent"  dans le Panam bien d'aujourd'hui de François Gabin, un rien Titi parisien, qui vous promet de vous enmmener à la campagne ou à la mer...

Et il en est cap le marin ! Y a qu'à regarder ses paysages bretons, ses bateaux ronds, ses ciels vibrants.
 Ah les bleus de François Gabin, une mélodie ! Et ses touches qui battent le tempo à coup de tons subtils et rares !
  C'gars là est un coloriste hors pair, un créateur d'atmosphère qui vous propose des choses plus belles qu'en réalité.
 Pour notre environnement faudrait s'en inspirer !

(texte de Man Bellec.)

## Expositions
- Exposition à Montmartre
- Exposition à Chicago
- Exposition à Park City (Utah)
- Exposition à Belz (Morbihan)
- Exposition à Auray
- Exposition en Bretagne
- Exposition à Paris
- Exposition permanente à Carnac

## Oueuvres Sélectives
- Les jardins de la Mortola (italie)

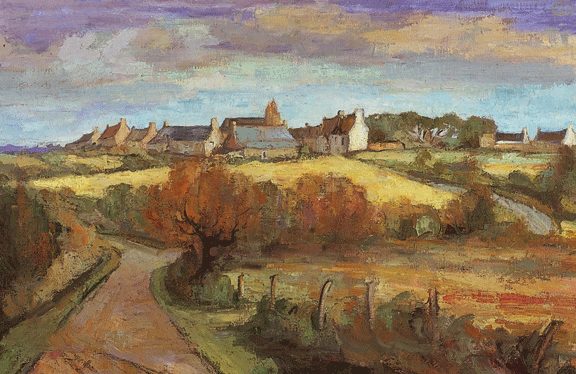
Lithographie de Saint-Colomban, par François Gabin.

- Saint Cado
- Port Haliguen
- Retour de pêche à St Cado
- La rousse
- Le fumeur de pipe
- Rue Norvins
- Le tire bouchon
- Maison Catherine